# Гермес Конрад
Герме́с Ко́нрад - персонаж мультиплікаційного серіалу Футурама.Народився 15 липня 2959 року.

## Загальні відомості

### Гермес Конрад - працелюб
Гермес - службовець («бюрократ») 36-го (згодом 37-го, у першому повнометражному фільмі - 34-го) класу з Ямайки (хоча Фрай певний час вважав, що він «людина-картопля з іншої планети»). Гермес керує справами «Міжпланетного Експресу», зокрема до його обов'язків входить сплата рахунків, представлення інтересів компанії в суді та повідомлення найближчих родичів про загибель працівників. На протилежність усталеним стереотипам щодо ямайців, Конрад - щирий працелюб. У серіалі згадується, що йому було 4 роки, коли на Кінґстон налетів ураган, який розкидав його алфавітні кубики, складені у зразковому порядку, і через це маленький Гермес впав у відчай. Втім, як стереотипний ямаєць він є растафарі (у серії «How Hermes Requisitioned His Groove Back» ми чуємо, як він звертається в молитвах до Джа). Гермес часто робить персоналу догани за недостатньо наполегливе виконання обов'язків. З причин, які відкрито не згадуються, він почуває глибоку антипатію до доктора Зойдберґа, ймовірно через майже повну професійну некомпетентність останнього.

### Погані звички
У серіалі є чимало натяків на те, що Гермес вживає маріхуану, хоча й приховує це від колег.
Крім того у нього неодноразово виникає бажання вбити своїх співпрацівників без очевидної причини.

### Захоплення лімбо
У минулому Гермес професійно займався лімбо. Під час його виступу на Олімпійських іграх 2980 року на поле вибіг маленький хлопчик. Намагаючись наслідувати свого «героя», хлопчик зламав собі хребет. Цей випадок справив на Гермеса тяжке враження, і йому довелося покинути спорт. Проте двадцять років потому спортивні навички знадобилися йому, щоби прослизнути під дверима відсіку космічного круїзного лайнера «Титанік» і врятувати друзів. Завдяки цьому до Гермеса повернулася впевненість у собі, що допомогло йому знов виступити на Олімпіаді 3004 року після того, як команду Ямайки було затримано в аеропорту (через спробу провезення маріхуани).

### Найгірше покарання
У серії «How Hermes Requisitioned His Groove Back» з Гермесом стався нервовий зрив, і його було відправлено в оплачувану відпустку (яка вважається "найгіршим покаранням" для людей його професії) разом з дружиною. Втім курорт, який він обрав для відпочинку (за порадою доктора Зойдбреґа), виявився табором примусової праці, де відпочивальники змушені штовхати вагонетки на руднику. Будучи природженим бюрократом, Гермес зумів реорганізувати працю в таборі задля збільшення її ефективності так, що фактично всю роботу виконував один австралієць.

## Мовлення
В оригінальній озвучці Гермес розмовляє англійською мовою з карибським акцентом, властивим мешканцям Ямайки. В українській озвучці його мовлення характеризується заміною звуків [ж], [ш], [дж], [ч], [р] на [з], [с], [дз], [ц], [л], відповідно, додаванням голосних наприкінців слів, що закінчуються на приголосні, змішуванням граматичних родів і неузгодженням слів у реченнях.

## Початкова розробка персонажу
На початку роботи над серіалом ім'я персонажу було «Декстер», і він не був ямайцем. Мет Ґрейнінґ назвав його Гермесом на честь своєї друкарської машинки «Hermes Rocket». У грецькій міфології Гермес - бог вагів, мір, торгівлі та спортивних змагань. Прізвище «Конрад» походить від назви вулиці, на якій у дитинстві жив Дейвід Коуен.

## Родина

### ЛаБарбара Конрад
(Оригінальна озвучка: Донн Льюїс, українська озвучка: Ганна Левченко) - дружина Гермеса. Вона значно вища і стрункіша за свого чоловіка і зазвичай носить досить відвертий одяг. ЛаБарбара супроводжує чоловіка у круїзі на космічному лайнері «Титанік», а також у подорожі на планету-курорт Спа 5 (яка виявляється табором примусової праці). Вона і Гермес називають один одного просто "чоловік" і "жінка". У серії «The Route of All Evil» глядач бачить їхнє розкішне помешкання.
В українській версії мультфільму ЛаБарбара розмовляє з характерним англійським постальвеолярним [r].

### Двайт Конрад
(Озвучка: Бампер Робінсон) - 12-річний син Гермеса і ЛаБарбари. Дружить із К'юбертом Фарнсвортом. Багато в чому наслідує батька: вважає бухгалтерську справу і діловодство цікавішими, ніж звичайні розваги, носить дредлоки і футболку з кольорами прапора Ямайки.